# ダレット
株式会社ダレット (DALETTO Co., Ltd.) は、アミューズメントポータルサイトの運営やオンラインゲームの運用などを行っていた日本のゲームメーカーである。

## 概要
2006年10月2日、ゲーム会社であるカプコンと、ドワンゴの子会社であるゲームズアリーナによる共同出資会社として設立（出資比率はカプコン80.1％、ゲームズアリーナ19.9％）。代表取締役社長には『ロックマン』シリーズや『鬼武者』シリーズなどを手がけた、当時のカプコン常務取締役の稲船敬二が就任した。社名の由来は、古代ヘブライ語の「Dalet（扉）」に英語の「to（～へ）」を付けた造語で「扉の中へ入っていく＝新しいことに挑戦する」という意味が込められているほか、日本語の「誰と遊ぶ、誰と繋がる」等の「誰と」にもかかっているとされる。
設立当初は『モンスターハンター フロンティア オンライン』の課金決済代行業務を主な事業としていたが、後にゲームポータル事業の柱として、オンラインコミュニティサービス『ダレットワールド』、オンラインゲーム事業の柱として、対戦型格闘ゲーム『ストリートファイター オンライン マウスジェネレーション』（『SFO』）を発表し、同サービスの開発と運営を行った。
2010年10月末頃、代表取締役社長である稲船がダレットおよびカプコンを退社し、後任にカプコン財務担当常務執行役員の野村謙吉が就任。2011年2月24日、ダレットの全株式を保有する完全親会社となっていたカプコンがダレットの全事業を引き継ぐ形で吸収合併することを発表し、2011年3月28日をもって解散となった。
吸収合併後はカプコン内の一部門となり、ダレットが運営していた総合ポータルサイト「daletto」は「カプコンオンラインゲームズ（Capcom Online Games、COG）」としてリニューアルされた後、2021年9月30日をもってサービスを終了した。

## サービス
- daletto blog（後のCOG Blog） - ブログサービス。2007年5月18日にβサービスが開始され[9]、2013年6月27日にサービス終了となった[10]。
- daletto TV - インターネット番組
- daletto world - オンラインゲーム

## 外部サイト
- 株式会社ダレット
- カプコンオンラインゲームズ(COG) - 「daletto」の後継ポータルサイト
  - カプコンオンラインゲームズ(公式サイト)
  - カプコンオンラインゲームズ(公式Twitter)